# Мери Попинз от улица „Черешова“
„Мери Попинз от улица „Черешова““, излязла през 1982 г., е седмата и предпоследна книга от поредицата „Мери Попинз“, дело на австралийско-британската авторка Памела Травърз. 
В България е издадена от изд. „Пан“ (1994, 2004, 2021), като излиза в един том заедно с последната книга от поредицата – „Мери Попинз и съседите от номер осемнайсет“.

## Сюжет
Мери Попинз отвежда децата на семейство Банкс на още едно запомнящо се приключение, този път на вълшебния фестивал Еньовден. Странни неща могат да се случат и дори митични фигури могат да слязат от небесата.
В задната част на книгата има списък на билките, споменати в историята, с техните ботанически, местни и латински имена.

## Герои
- Мери Попинз - млада бавачка. Не е бъбрива, доста е сурова, харесва ѝ да се облича елегантно и да се оглежда във витрините. Тя е същинска лейди, „абсолютно съвършена във всяко отношение“.
- Джейн - най-голямото дете на семейство Банкс
- Майкъл - синът на семейство Банкс и брат на Джейн
- Джон и Барбара - близнаците на семейство Банкс
- Г-н Банкс - банкер, който работи в Сити
- Г-жа Банкс - съпругата на г-н Банкс
- Анабел – бебе, най-малкото дете на сем. Банкс
- Адмирал Бум – съсед на семейство Банкс, къщата му е досущ като кораб
- Г-жа Бум – съпруга на адмирал Бум
- Мис Ларк – съседка на семейство Банкс
- Мисис Кори – старица, има магазин са курабии
- Фани и Ани – гигантските дъщери на мисис Кори
- Жената с птиците – старица, която седи на стълбите на катедралата „Сейнт Пол“ и храни птиците
- Полицай Егбърт – местният полицай
- Продавач на сладолед
- Мис Андрю – властна бивша бавачка на г-н Банкс
- Пазач на парка
- Андрю и Желания – кучетата на мис Ларк
- Топси и Артър Търви – братовчед на Мери Попинз и съпругата му
- Бърт - кибритопродавач, приятел на Мери Попинз
- Елън - чистачка на семейство Банкс
- Професор – възрастен жител на улица „Черешова“
- Орион –приятел на Мери Попинз